# Gliese 808.2
Gliese 808.2 (HIP 102851; HD 198550) is een oranje dwerg in het sterrenbeeld Vosje op 65,77 lichtjaar van de zon. De dwerg beweegt vergeleken met de Zon met een snelheid van 10,5 km/s.